# 小林有子
小林 有子（こばやし ゆうこ、1977年6月5日 - ）は日本の元歌手、女優、女性モデル。
ダブルフォックスに所属していた。ニックネームはこばゆう（Koba-you）である。
血液型はA型。

## 来歴
新潟県出身。1980年代後半より女優としてデビュー、1990年代前半から雑誌やCMのモデルとして活動。雑誌『クリーム』(掲載当時はミリオン出版)のグラビアアイドルとして注目を集め、人気を集めた。それと平行してライブアイドルとしての活動を開始した。
1997年、ライブで共演していた平地レイとコスプレイヤーの川崎ヒヂリと共に、コスプレックスを結成し、『GO! GO! コスプレ/アニメ・ユーロミックス』（東芝EMI）でCDデビューした。
2000年代から主にライブとテレビCMや広告ポスターのモデル業が中心となる。2001年に『格闘ジャングル』（FIGHTING TV サムライ）でアシスタントとして出演。
2008年から語学の勉強のために、俳優業は一時休止していることを公式ホームページで発表したが、舞台『ハイスクールはダンステリア』（劇団ナルペクト）に出演するなど完全に活動休止していなかった。
2009年6月30日に所属事務所のHP上で引退を表明し、6月末をもって芸能界を一時引退した。
その後2010年から、自主製作映画作品の出演をきっかけに、フリーランスとして芸能活動を再開した。
2011年から本人の趣味であるサッカーの雑誌・書籍などにコラムを執筆することが多くなり、東日本大震災後は、チャリティー活動として海外でチャリティーバザーを行ったり、ライブに参加することが多くなっている。

## 出演作品

### テレビドラマ
- 1989年『春日局』（NHK総合）
- 1990年『翔ぶが如く』（NHK総合）

### その他のテレビ番組
- 1998年『マガ不思議』（TBS系） - コスプレックスとして出演。
- 2001年『格闘ジャングル』（FIGHTING TV サムライ）
- 出演年不明『所さんの目がテン!』（日本テレビ系）
- 出演年不明『発掘!あるある大事典』（関西テレビ/フジテレビ系）
- 出演年不明『リフレ』（フジテレビ系）

### 映画・オリジナルビデオ作品
- 1991年『五月の子守歌』
- 1996年『コスプレ戦士キューティ・ナイト2 帝国屋の逆襲』(大映、笠倉出版社) - 青柳ユキ役(千葉千恵巳から交代)
- 1998年『ミニスカ特捜隊L.E.G.S』(大映、日本コロムビア) - コスプレックス1号役
- 2003年『Colors of Life』(CLUB Que)

#### 自主製作映画
- 2010年『生意気な養殖』(天劇キネマトロン)

### Web配信
- 2010年『異次元倶楽部』vol.22 前編・後編 (A.I.FILMs) - YouTubeで配信。

### CD
- 1997年『Go! Go! コスプレ/アニメ・ユーロミックス』（東芝EMI、1997年7月16日発売[2]。）